# Sericoides pubescens
Sericoides pubescens är en skalbaggsart som beskrevs av Germain 1863. Sericoides pubescens ingår i släktet Sericoides och familjen Melolonthidae. Inga underarter finns listade i Catalogue of Life.